# 石蚌
石蚌（學名：Unio douglasiae taiwanicus），是珠蚌目珠蚌科蚌屬的一種。主要分佈于臺灣，為台灣特有種，常生長在淡水性的池塘、湖泊或河川，大多時候潛入砂泥底中，當遇到棲息地狀態不佳時，可以用斧足爬行離開，而在泥灘上留下一道拖行痕跡。
俗名：台灣池蚌、斧頭精、崎獨仔（KI DO AI）、山瓜子、淡水海瓜子
台灣特有種，臺灣的蚌科記錄有三屬三種(Kuroda 1941，Wu 1979，1980，1982)，
即石蚌Unio douglasiae (Griffith et Pidgeon, 1834)、圓蚌Anodonta woodiana (Lea, 1834)及稜蚌Cristaria discoidea (Lea, 1834)，其中以石蚌較具食用經濟價值。